# ايوانك (دولت أباد)
ايوانك (بالفارسية: ایوانک) هي قرية تقع في إيران في قسم دولت أباد الريفي. يقدر عدد سكانها بـ 242 نسمة بحسب إحصاء 2016.